# 奧普曾
奧普曾是克羅地亞的城鎮，位於該國南部，由杜布羅夫斯克-內雷特瓦縣負責管轄，面積24.04平方公里，2001年人口3,242，人口密度為每平方公里134.86人。

## 外部連結
- 官方网站